# Deutsche Poolbillard-Meisterschaft 1975
Die Deutsche Poolbillard-Meisterschaft 1975 war die zweite Austragung zur Ermittlung der nationalen Meistertitel der Herren in der Billardvariante Poolbillard. Sie wurde in Kerpen ausgetragen.
Es wurden die Deutschen Meister in den Disziplinen 14/1 endlos, 8-Ball und 8-Ball-Pokal ermittelt. Die Pokal-Meisterschaft fand in Übach-Palenberg statt.

## Medaillengewinner
| Disziplin    | Gold                      | Silber                               | Bronze                                  | 4. Platz                    |
| ------------ | ------------------------- | ------------------------------------ | --------------------------------------- | --------------------------- |
| 14/1 endlos  | Udo Mörs (1. PBC Neuwerk) | Karl-Heinz Lüttgens (1. PBC Neuwerk) |                                         |                             |
| 8-Ball       | Udo Mörs (1. PBC Neuwerk) | Xaver Kern (Stephansposching)        | Klaus-Dieter Neumann (PBC Homburg-Saar) | Hans Groidel (BF Straubing) |
| 8-Ball-Pokal | Willi Zander (Sauerland)  | Willi Wahl (1. PBC Frechen)          | Hubert Schaffrath (Übach-Palenberg)     | Klaus Wilms (Sauerland)     |